# Louis Simonet
Pour les articles homonymes, voir Simonet.
Louis Simonet, né le 22 juillet 1860 à Hagnéville (Vosges) et mort le 3 novembre 1933, Épinal (Vosges), est un homme politique français.

## Biographie
Louis Simonet, fils, neveu et cousin germain d'instituteurs, devient lui aussi instituteur en finissant major de sa promotion de l'école normale spéciale de Cluny dont il sort avec le brevet littéraire de l'enseignement spécial, soit l'équivalent d'une Licence actuelle. Il est nommé professeur en 1883 dans le collège de Pont-de-Vaux dans l'Ain puis à Épinal en 1895. Il participe alors activement à la vie politique « républicaine ». Il est ainsi membre de l'Université populaire entre 1904 et 1905, il fait partie de la section d'Épinal de la Ligue de l'enseignement et fonde en 1909 le cercle républicain. Il est aussi membre de l'Association républicaine démocratique dont il devient le président et de la Fédération républicaine démocratique des Vosges dont il devient le vice-président. Ces groupes se situent au centre-gauche.
En 1910, Simonet est élu conseiller d'arrondissement du canton d'Épinal. En 1913, il démissionne après avoir été élu au Conseil général des Vosges dont il devient le vice-président entre 1920 et 1928, où la majorité change, avant de revenir au même poste en 1931 avec à nouveau une majorité radicale. En 1912, il est élu conseiller municipal d'Épinal dans la minorité républicaine démocratique face à la majorité progressiste (centre-droit), il est réélu en 1919, 1925 et 1931.
Il se présente aux législatives de 1914 pour l'arrondissement d'Épinal pour remplacer Paul Cuny qui ne se représente pas. Il arrive en seconde position au premier tour, derrière André Bertin, candidat progressiste et devant le candidat socialiste qui se désiste au second tour et permet la victoire de Simonet. Il s'inscrit alors dans le groupe de la Gauche radicale et appartient à plusieurs commissions et est particulièrement assidu aux séances. Il dépose en 1916, une proposition de loi sur les patentés des camps et des places fortes et s'intéresse au sort des soldats et de leurs familles. Il demande aussi la création d'une école nationale professionnelle à Épinal, la réglementation de la chasse et un régime spécial pour les bouilleurs de cru. Il demande aussi la validation des années de service militaire pour les enseignants titularisés après la guerre. Il demande aussi sans succès une indemnité annuelle pour les docteurs en université. Aux législatives de 1919, il est sur la liste d'Union républicaine. Il est alors en troisième position et n'est pas élu.
Il reprend alors son métier d'enseignant et devient principal du collège d'Épinal. En 1921, l'établissement devient un lycée et Louis Simonet reste à sa tête, occupant la fonction de  proviseur. En 1924, il prend sa retraite.
Il se présente alors aux législatives en dernière position de la liste d'Union républicaine, dirigée par Constant Verlot, refusant le Cartel des gauches (l'alliance des radicaux avec les socialistes), et avec le soutien du quotidien L'Express de l'Est du sénateur Paul Lederlin, industriel, et celui de Jules Méline, et n'est pas élu malgré le fait qu'il arrive quatrième de sa liste en nombre de voix. Après la mort de Méline, son siège de sénateur est vacant et Simonet s'y présente comme candidat centriste de la Fédération républicaine démocratique. Il n'obtient que 251 voix sur 1 002 suffrages, face au candidat de la droite Maurice Flayelle avec 495 voix, et un radical-socialiste, soutenu par les socialistes, Pierre Vénard et un communiste, maire de Plainfaing, Julien Léonard. Au second tour, Simonet améliore son score avec 50 voix en plus mais reste largement battu par Flayelle mais devant Vénard qui s'était maintenu.
Simonet se présente à nouveau aux législatives de 1928 comme candidat radical et doit affronter le candidat sortant, Marcel Arnould, le radical-socialiste Marc Rucart, le radical indépendant Louis Akar, le socialiste Charles-Alexandre Richard et le communiste Ernest Lambert. Simonet arrive en troisième position avec 3 757 voix contre 7 720 voix pour Arnould et 3 982 voix pour Rucart. Il se retire au second tour. Il tombe ensuite malade et meurt le 3 novembre 1933 à Épinal.
De son mariage, il eut deux fils, Jean qui devint professeur au lycée d'Épinal. Ainsi que Pierre (1890-1945) qui était proviseur au lycée de Tanger au Maroc. Durant la Première Guerre mondiale, il devint aviateur, obtenant la Légion d'Honneur en 1916 et fut promu officier en 1921. Lors de la Seconde Guerre mondiale, en 1940, il fut promu commandeur puis s'engagea dans le corps franc d'Afrique en 1942 puis en septembre 1944, il fut parachuté derrière les lignes ennemies dans les Vosges mais fut fait prisonnier près de Senones et fut déporté dans le camp de concentration de Natzweiler-Struthof, puis à Dachau, où il mourut.

## Décoration
- Chevalier de la Légion d'honneur (1925)